# Honda XR50
Xr50 är Hondas minicross för barn, motorn är på 50ccm. Även vuxna köper och använder dem, men förstärker allting, så kallad kittning.